# Campionati europei di pattinaggio di velocità 2019
I Campionati europei di pattinaggio di velocità 2019 sono stati la 113ª edizione della manifestazione. Si sono svolti dall'11 al 13 gennaio 2019 presso l'Arena Ritten di Collalbo, in Italia.

## Podi

### Uomini
| Evento              | Oro         | Punti   | Argento                    | Punti   | Bronzo                | Punti   |
| Allround (dettagli) | Sven Kramer | 150,103 | Patrick Roest              | 150,199 | Sverre Lunde Pedersen | 150,836 |
| Sprint (dettagli)   | Kai Verbij  | 139,085 | Håvard Holmefjord Lorentze | 140,420 | Henrik Fagerli Rukke  | 141,155 |

### Donne
| Evento              | Oro                | Punti   | Argento           | Punti   | Bronzo                 | Punti   |
| Allround (dettagli) | Antoinette de Jong | 162,918 | Martina Sáblíková | 164,064 | Francesca Lollobrigida | 164,937 |
| Sprint (dettagli)   | Vanessa Herzog     | 151,445 | Daria Kachanova   | 151,870 | Olga Fatkulina         | 152,430 |

## Medagliere
| Posizione | Paese       | Oro | Argento | Bronzo | Totale |
| --------- | ----------- | --- | ------- | ------ | ------ |
| 1         | Paesi Bassi | 3   | 1       | 0      | 4      |
| 2         | Austria     | 1   | 0       | 0      | 1      |
| 3         | Norvegia    | 0   | 1       | 2      | 3      |
| 4         | Russia      | 0   | 1       | 1      | 2      |
| 5         | Rep. Ceca   | 0   | 1       | 0      | 1      |
| 6         | Italia      | 0   | 0       | 1      | 1      |
| Totale    | Totale      | 4   | 4       | 4      | 12     |